# Gymnocephalus schraetzer
Gymnocephalus schraetzer é uma espécie de peixe da família Percidae. 
Pode ser encontrada nos seguintes países: Austria, Bulgária, Croácia, República Checa, Alemanha, Hungria, Moldávia, Roménia, Sérvia e Montenegro, Eslováquia, Eslovénia e Ucrânia. 